# エー・アイ・ソフト
エー・アイ・ソフト(A.I.SOFT)はかつて存在した日本のソフトウェアを開発、販売する会社で、セイコーエプソンの子会社であった。
ブランドステートメントは「先端技術でもっとやさしく」。
1984年に設立され、OCRソフト「読んde!!ココ」、家計簿ソフト「うっかりママの家計簿」、画像管理・編集ソフト「デジカメde!!同時プリント」などのソフトを開発、販売してきた。
2006年11月にエプソン販売に吸収合併され解散した。
その後も一部製品については「エプソン」と「エー・アイ・ソフト」の両ブランド併記の形で存続していたが、2012年9月30日をもって「エー・アイ・ソフト」ブランドの製品の販売がすべて終了し、2014年9月30日をもってサポート窓口を終了。2020年10月30日をもってダウンロードデータ・FAQ情報の提供サイトを終了・閉鎖した。

## 沿革
- 1984年2月: 会社設立
- 1985年6月: 最初のパッケージソフト「イージーファイル」発売
- 1985年7月: 松本本社開設、業務開始
- 1986年2月: 東京営業所開設
- 1998年3月: 大阪営業所開設
- 1998年7月: 別府開発分室開設
- 2000年10月25日: 初のASPサービス「PCクリーン度チェックサービス」を公開[6]
- 2001年3月: コンシューマ向けASPサイト「ai2you」をオープン[7]
- 2006年11月: エプソン販売に吸収合併され解散[2]

## 主な製品
OCR
- OCRソフト「読んde!!ココ」
- 名刺管理ソフト「スキャナde!!名刺整理」[8]
- Microsoft Officeアドイン型OCRソフト「ワンタッチOCR」[9]
- PDF作成ソフト「ScanPaper for PDF」[10]
- PDF変換ソフト「pdMaker for Office」[11]
- PDF変換ソフト「pdMaker for ScanPaper」[11]

イメージング
- ホームDPEソフト「デジカメde!!同時プリント」[12]
- 「デジカメde!!ベストアルバム」[13]
- 「デジカメde!!はがき楽房」
- フォトムービー作成ソフト「デジカメde!!ムービーシアター」 - 2013年、株式会社筆まめに譲渡[14]
- フォトレタッチソフト「デジカメde!!フォト工房」[15]
- 年賀状印刷ソフト「デジカメde!!年賀状」[16]
- 「ピクスライブスタジオ」
- 「イメージアシスタント」

ユーティリティ
- ハードディスク環境整理ツール「DiskX Tools」[17]
- 圧縮・解凍ソフト「ファイルコンパクト」 - 2013年2月20日にソースネクスト株式会社に著作権と商標権を譲渡[18]。
- 「BB de!! スマートモバイル」
- 「BB de!! スマートブラウジング」
- 「メールコンパクト」

その他
- 日本語IME「WX シリーズ」
- 地図作成ソフト「まっぷっぷ」[19]
- 翻訳ソフト「訳せ!!ゴマ」
- 「スマートアンケート」
- インタラクティブ家計簿ソフト「うっかりママの家計簿」
- 「くりっぷっぷ」
- 「ケータイde!!フォトめるNET」
- 「システムレスキュー」
- 「ビデオde!!楽々スタジオ」
- 英会話例文学習ソフト「英会話 この順序で覚えれば絶対だ」
- 「定番・英語の答え方」
- 「漢字検定模擬試験」
- 「表音小英和」
- エキスパートシステム構築ソフト「創玄」・「大創玄」・「ファジィユーティリティ」・「大創玄TB」
- カード型データベースソフト「イージーファイル」
- 「カドリール」
- 「カリブの海賊」
- 「キングオブサバンナ」
- 「システムコンボ」
- 「プランナートム」
- 「一発接続全バージョン」
- 「住所入力御用達ツール」
- 「上級者御用達ツール」
- 「創考」
- 統合型ワープロソフト「創文」
- 家庭向けマイホームデザインソフト「3Dあっ！とホームプランナー」
- 日程表作成ツール「EasyPlan」
- ファクス通信ソフト「EasyFax」
- キー操作を自動的 に記録・再生「ScriPlayer PRO32」[20]
- 3D景観作成ソフト「VISTAPRO」
- 天文シミュレーションソフト「DISTANT SUNS」
- 「AI-sched/pss」
- ディスク圧縮ソフト「DiskX II」
- 「DiskXSearch」
- 「FaceMagic」
- 「VirtualTarot」
- 「WebCollecrtor」
- 「WebWhat'sNew」
- ワープロソフト「WX-WORD」
- 「Presto!OCR Pro」
- インターネット自動パイロットソフト「WebWhacker」[21]
- 「APOLLO13」
- 「BoonEditor」
- 「CARD BOX」
- 「CDiskX」
- 「CONNECTIONS」
- 「DiskXplorer」
- ワンタッチ圧縮・解凍ツール「DiskXZip PRO」
- 「DiskXバリバリチューン」
- 「EasyConnection」
- 「FIRST LIGHT」
- 郵便番号変換ユーティリティ「Go Go!!Seven」
- 「MichelAnge」
- 「Nile passage to Egypt」
- 「NOAH GOES TO THE ZOO」
- PC-UNIX「PANIX」
- 「Pickle'sBook」
- 「PostSupporter」
- 「SkyTrip AMERICA」
- 「SPACE AGE」
- 「Talk to Me」
- 「TeLL me More」
- 操作を自動化するイージーコントロールツール「WebPlayer」[22]
- 文書、ウェブページ等を冊子状にプリントする「WebPrinter」
- インターネット自動パイロットソフト「WebSeeker」 - ForeFront社の製品を日本語化[23]
- 「Wedther Disaster」
- 「WinStart95」
- インストールサポートツール「WinStart98」[24]
- 経営シミュレーション「ZAPITALISM」